# ライバル (世にも奇妙な物語)
『ライバル』は1991年4月18日にフジテレビ系ドラマ「世にも奇妙な物語」内で放送されたストーリー。通算第93作目であり、同作に『愛車物語』、『ズンドコベロンチョ』がある。

## あらすじ
主人公は息子が野球をすることに反対している。
実は主人公は昔、少年野球のピッチャーをしていた。しかし、ある試合で相手バッターの顔にボールを当ててしまう。それが原因で当てられたバッターは植物人間になってしまう。主人公は大人になってもずっとその事を後悔していたのである。
最後に主人公は夢の中で、当てた相手に許してもらう。その後、舞台は変わって病院。その当てられた相手が逝く。その時、持っていたボールをぽとっと床に落とした。
ある晴れた日の公園。そこには息子と楽しげにキャッチボールをする主人公の姿があった。

## スタッフ
- 脚本：野依美幸
- 演出：川崎善広

## キャスト
- 松永信太郎：佐藤浩市
- 健治：高岡健二
- 石田純子
- 中野智恵子
- 少年野球の監督：テツ定岡

| スタブアイコン | サブスタブ | この項目は、まだ閲覧者の調べものの参照としては役立たない、テレビ番組に関連した書きかけの項目です。この項目を加筆・訂正などしてくださる協力者を求めています（P:テレビ/PJ:放送または配信の番組）。 |